# 9041 Takane
9041 Takane (1991 CX) là một tiểu hành tinh vành đai chính được phát hiện ngày 9 tháng 2 năm 1991 bởi S. Otomo và O. Muramatsu ở Kiyosato.